# Dicnemon spathoideum
Dicnemon spathoideum är en bladmossart som beskrevs av Jean Étienne Duby och Bescherelle 1873. Dicnemon spathoideum ingår i släktet Dicnemon och familjen Dicnemonaceae. Inga underarter finns listade i Catalogue of Life.